# Cucina beninese

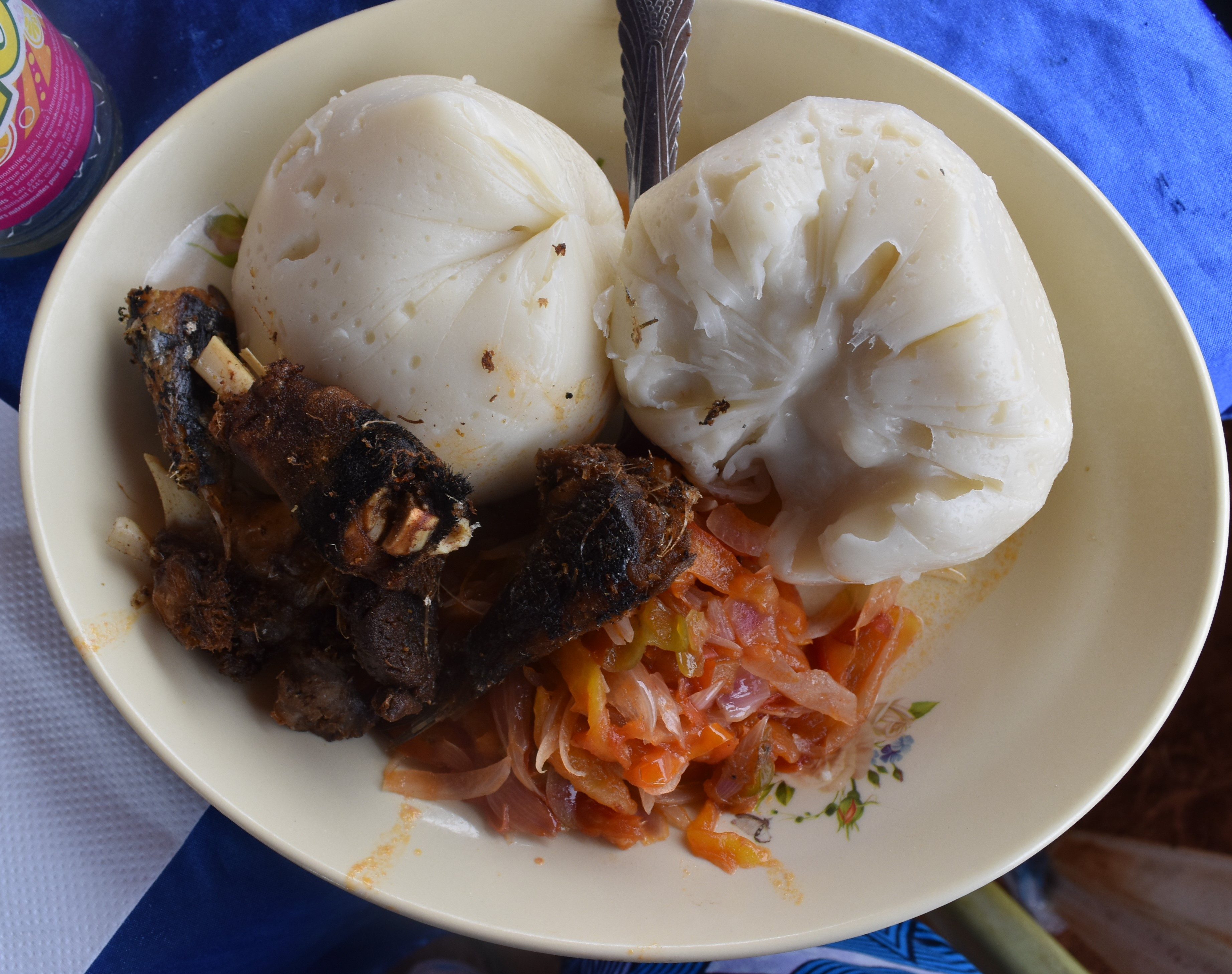
Due palline di akassa

La cucina beninese comprende le abitudini culinarie del Benin. Per quanto sia molto semplice, essa si distingue dalle cucine dei paesi limitrofi per il suo uso di salse speziate.

## Caratteristiche principali
Assieme a quella togolese, la cucina beninese è considerata tra le migliori della sua regione. Uno dei cibi più diffusi nel paese è il pâte, una sorta di porridge che si può differenziare in akassa (a base di mais fermentato), amiowo (dal colore rosso e fatto con mais e olio di palma), piron (fatto con patate dolci) e atieke (fatto di manioca). Vi sono inoltre svariati tipi di salse, come la moyo, fatta con cipolle, peperoni e pomodori, la sauce légumes, che nonostante il nome contiene carne o frutti di mare, e la sauce gluante a base di gombi. Le carni più diffuse sono quella del cosiddetto agouti, un roditore del luogo, e il pollo, che si può trovare in due forme: il poulet bicyclette consiste in ossa e muscoli, mentre il poulet cher comprende più carne. Il pesce è diffuso soprattutto nelle zone costiere, e solitamente viene grigliato e accompagnato dal riso.
I dolci sono estremamente rari, soprattutto fuori dalle grandi città, tuttavia vi è un buon assortimento di frutta, in particolare nelle aree meridionali del paese. Tra le bevande più diffuse vi sono il caffè e svariate bibite analcoliche, nonché birra, vino, sodabi (un vino di palma) e tchapalo (birra di miglio).

## Consuetudini
I beninesi sono soliti mangiare da un unico piatto posto al centro della tavola, rigorosamente con la mano destra, in quanto la mano sinistra è tradizionalmente usata per la pulizia delle parti intime. Inoltre, se all'ospite viene offerto da bere, è buona norma versare a terra un po' della bevanda per assicurarsi che anche gli spiriti degli antenati della casa possano bere.